# Mont Blanc de Courmayeur
De Mont Blanc de Courmayeur is een top op de berg Mont Blanc. Het is de tweede hoogste top van de gehele Alpenketen wat betreft hoogte. Volgens de Franse topografische kaarten is deze top eveneens het hoogste punt van Italië aangezien de hoofdtop de Mont Blanc op deze kaarten volledig tot Frankrijk behoort. De twee hoogste toppen van het massief worden gescheiden door de bergpas Col Major (4720 m). Omwille van de beperkte hoogte (18 meter) boven deze col naar de hogere top wordt de Mont Blanc de Courmayeur doorgaans niet als aparte "berg" gezien.